# Кибибајт
Кибибајт се користи као јединица мере података у рачунарству и износи 1024 (210) бајтова.

## Историја
Ову јединицу је 2000. увела Међународна Електротехничка Комисија (енгл. International Electrotechnical Commission - IEC), како би се уклониле нејасноће и неправилности око коришћења ознаке кило- у садашњој информатици.

## Нејасноће
Наиме, по СИ стандарду кило означава 1000, док је у информатици неправилно коришћено 1024.
Ипак, иако је то незванични стандард, неки произвођачи информатичке опреме (првенствено произвођачи хард дискова) употребљавају ознаке по СИсистему, па тако 1 килобајт на хард-дисковима, по спецификацијама проивођача износи 1.000 бајтова. Разлика постаје значајна код већих јединица и већих капацитета (нпр. 1 гигабајт = 1.000.000.000 бајтова, што је свега 0.93 гигабајта по уобичајеним мерилима, тј. разлика је 7%).
Ознака кибибајт би се користила искључиво за 1.024 бајта.
Ипак, њено коришћење је и даље ограничено.